# جسم غريب
الجسم الغريب (بالإنجليزية:  Foreign body)‏ (باللاتينية:  corpus alienum) هو أي شيء يأتي من خارج الجسم.
في الآلات، قد يقصد به أي جسم دخيل غير مرغوب فيه.

## القناة الهضمية

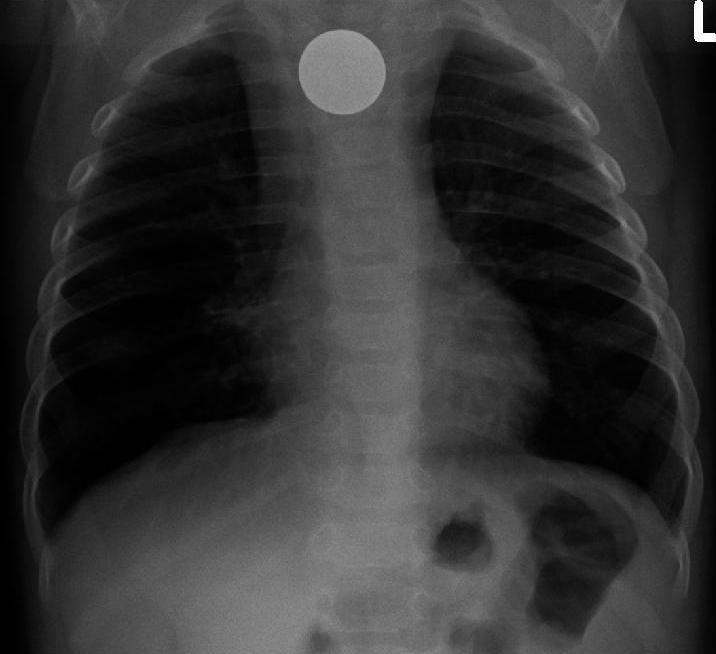
عملة نقدية تظهر في أشعة للصدر

```
تُعد 
القناة الهضمية
 من الأماكن المشهورة لوجود هذه الأجسام الغريبة. يمكن أن تدخل الأجسام الغريبة من 
الفم
 
[
1
]
 أو 
المستقيم
[
2
]
```

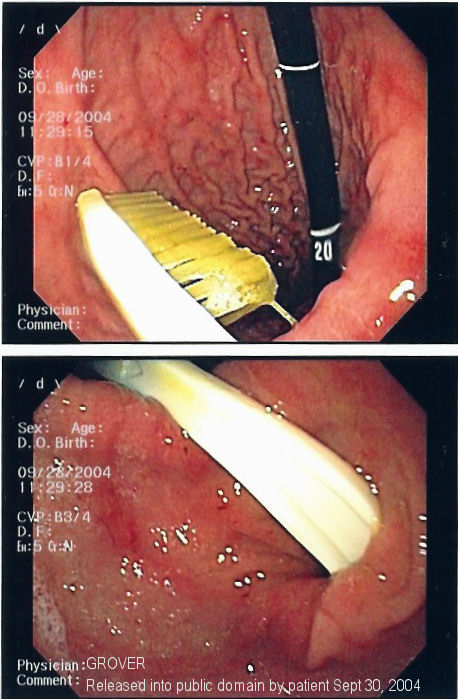
صورة التُقطت بالمنظار لجسم غريب داخل المعدة.

العملات المعدنية  هي أكثر شيء يُمكن ابتلاعه بواسطة الأطفال. بينما في الكبار تزداد فرصة انسداد المرئ بقطع من الطعام. هذه الأجسام المُبتلعة تنزل في المرئ والمعدة أكثر من البلعوم والإثتي عشر
.

## القنوات التنفسية
إن دخول جسم غريب إلى القنوات التنفسية يمكن أن يتسبب بشرقة.

## العين
إن دخول جسم غريب محمول في الهواء قد يسبب حساسية وقد تكون الحساسية مزمنة. مثلا الغبار.

## الصفاق
من الأجسام الغريبة التي يمكن أن تدخل الصفاق هي الأدوات الجراحية المحتجزة داخل جسم المريض بعد جراحة البطن.
كما أن اللولب الرحمي يمكن أن يثقب جدار الرحم وينفذ إلى الصفاق.

## أخرى
يمكن أن نجد أجساما غريبة في أجزاء أخرى من الجسم مثل:
- الأذن
- الأنف
- المهبل
- الإحليل
- الأوعية الدموية

## معرض صور

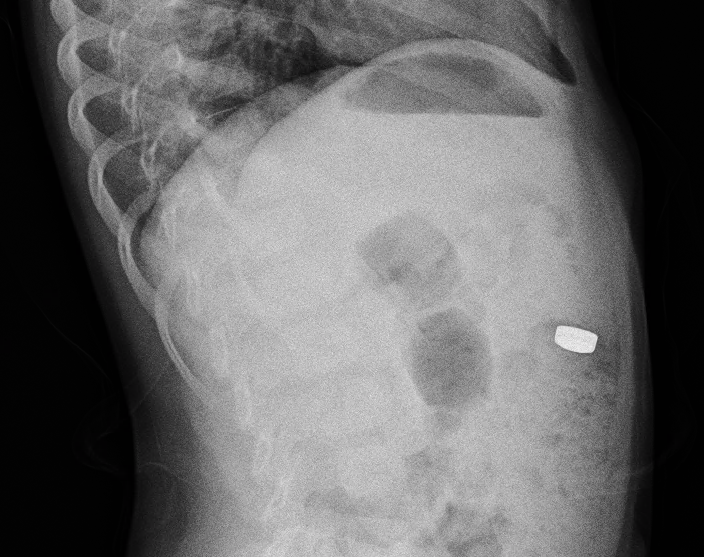
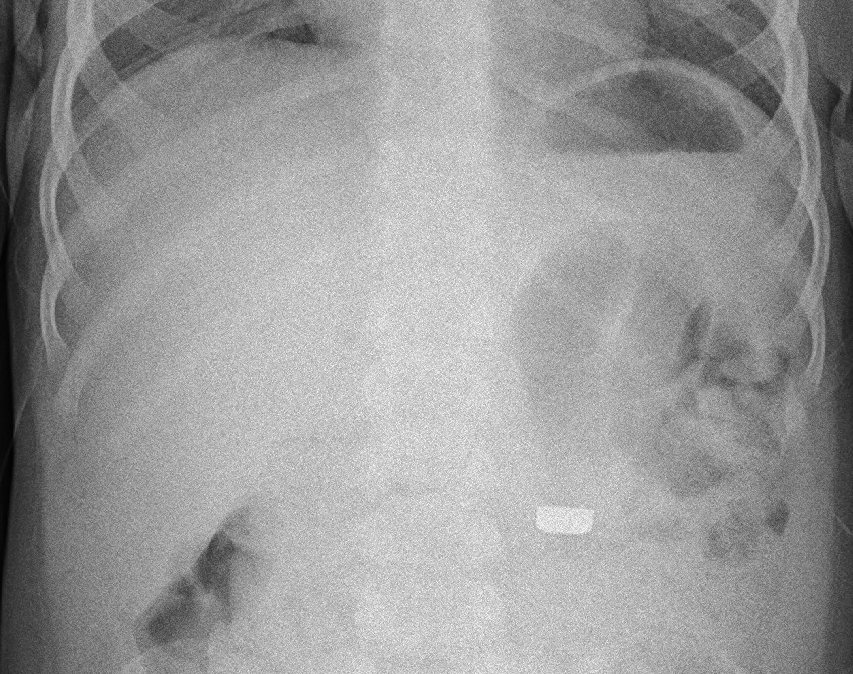
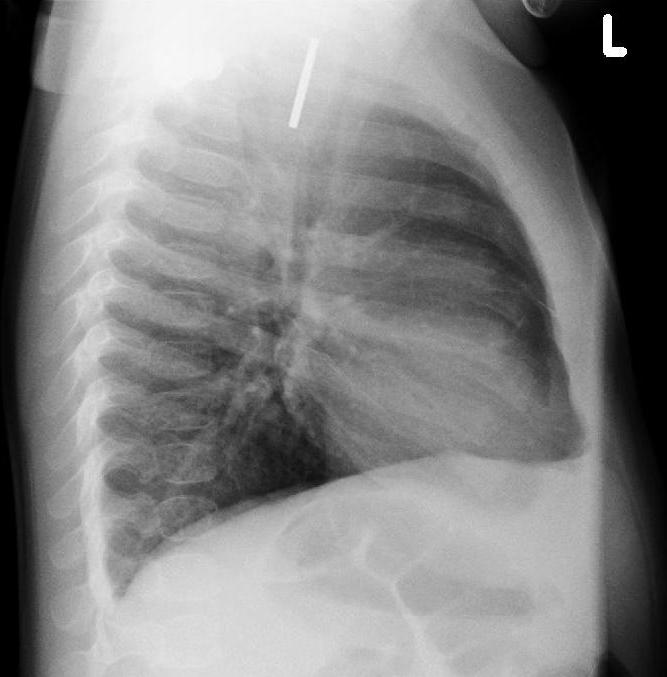
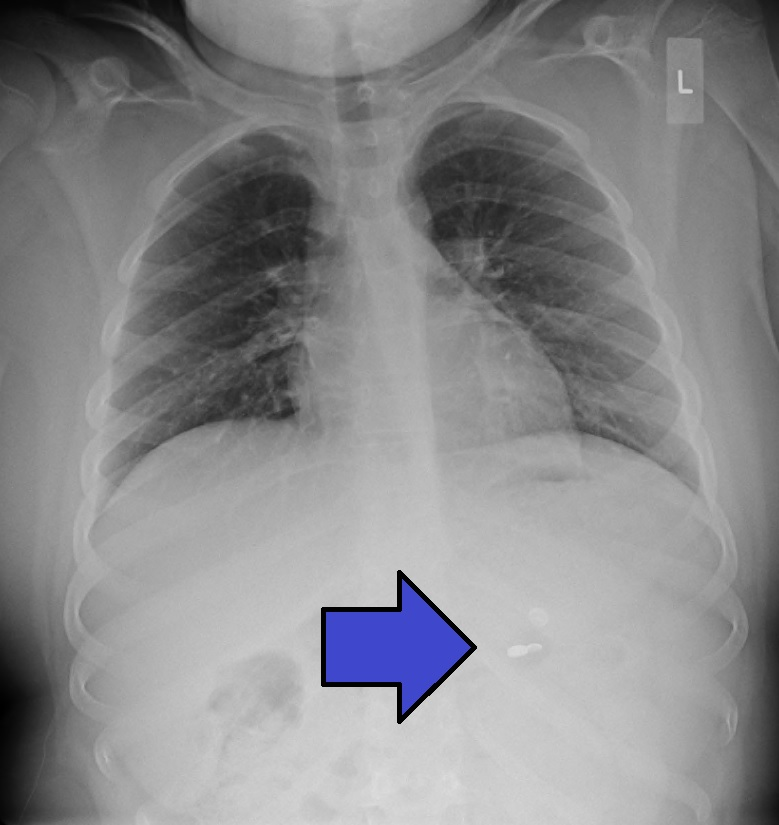

## اقرأ أيضاً
- ورم قطني